# Courrier International
Courrier International (укр. Міжнародний кур'єр) — французький тижневик, який перекладає та публікує французькою мовою витяги зі статей, взятих із понад 1500 джерел (Financial Times, The Wall Street Journal, The Guardian, France Press, Reiter, Associated Press, The Washington Post, Corierre della Sera, The Economist, La Republica та інші). Courrier International досліджує не лише політичні, економічні та соціально-значущі події, а і культурні, завжди залишаючись в курсі нових тенденцій. Журнал намагається передбачувати і пропонує своїм читачам, крізь призму різних точок зору, поглянути на складність та різноманіття світу.Qui sommes nous ? [Архівовано 8 лютого 2015 у Wayback Machine.]

## Історія та сьогодення
Courrier International офіційно побачив світ 8 листопада 1990 року, через рік після падіння Берлінської стіни. [Архівовано 20 лютого 2015 у Wayback Machine.] Проте журнал задумали ще восени 1987 року чотири парижани: Жан-Мішель Буасьє (Jean-Michel Boissier), Ерве Лаверн (Hervé Lavergne), Моріс Рона (Maurice Ronai) та Жак Роселі (Jacques Rosselin). Вони створили «нульовий випуск», тиражем 300 демонстраційних екземплярів, та розповсюдили його серед родичів та знайомих. Незабаром вийшов другий «нульовий випуск».
В період з 1988 по 1990 засновникам вдалося залучити майже 100 потенційних інвесторів. Профінансували запуск Courrier International П'єр Берже та Гі де Уотерс (Guy de Wouters) (вони інвестували 10000000 франків).
З 1992 року відомий фахівець в галузі міжнародних відносин, Олександр Адлер (Alexandre Adler), бере участь в управлінні журналу як редактор, а потім і редакційний директор. Тижневик був успішним, часто його тиражі перевищували 100000 екземплярів. У 1993 році Courrier International перекуповує група Le Monde. Після цього Олександр Адлер був вимушений залишити журнал, адже не розділяв погляди на редакційну політику нового власника. [Архівовано 10 серпня 2014 у Wayback Machine.]
На свою двадцяту річницю (9 вересня 2010 року) видання представило оновлений логотип та макет. Цей випуск супроводжувався комунікаційною кампанією. Там були зображені башти-близнюки Всесвітнього торгового центру в Нью-Йорку та два літаки, які знаходяться в повітрі. Суть кампанії в тому, що якби одна башта була коротшою за іншу, то ніякого зіткнення не сталося б. Це зображення проілюструвало новий лозунг журналу «Вчіться передбачати» («Apprendre à anticiper»), що викликало багато критики та негативних реакцій. [Архівовано 6 лютого 2015 у Wayback Machine.]
Сьогодні видання входить до групи Le Monde, якою керує Філіп Данжі (Philippe Thureau-Dangin). Головний редактор — Клод Леблан (Claude Leblanc). Журналістська команда Courrier International майже не змінилася. Залишилося навіть два співробітника — Хіденобу Сузукі (Hidenobu Suzuki) та Казухіко Ятабе (Kazuhiko Yatabe), які в 1988 році брали участь у запуску другого «нульового видання». [Архівовано 10 серпня 2014 у Wayback Machine.]

## Структура випуску
Тираж — 212 213 примірників. Ціна — 3,5 €. [Архівовано 10 серпня 2014 у Wayback Machine.] Формат — берлінер, виходить щочетверга. Об'єм — 64 сторінки. Основні рубрики: Список використаних джерел на цьому тижні, Далі буде, Люди, Дискусії, Франція, Європа, Америка, Азія, Африка, Економіка, Наука, ЗМІ, Подорожі. Над кожною статтею обов'язково зазначається країна. На сторінках журналу багато реклами та проілюстрованої інформації.

## Інтернет-ресурс
courrierinternational.com працює з 1996 року і повністю відповідає принципам друкованого видання. Щодня журналісти обирають та перекладають найкраще із зарубіжної преси. Над кожним матеріалом зазначається країна та медіа-ресурс. [Архівовано 7 лютого 2015 у Wayback Machine.]
Інформація на сайті доступна у різному вигляді: прес-релізи, відео, аудіо, комікси, блоги, новини та статті. Реєстрація безкоштовна. Всі охочі можуть коментувати публікації, ділитися та обмінюватися ними. Також користувач може здійснити платну підписку. Завдяки їй абонент зможе скачати журнал в форматі PDF, отримає доступ до всього вмісту Courrier International в повному обсязі (регіональні додатки, спеціальні випуски) та до архіву (який ведеться з найпершого випуску та містить 110000 пунктів). [Архівовано 8 лютого 2015 у Wayback Machine.]

## Courrier International за кордоном

### Португалія
Вперше за кордоном Courrier International з'явився 2 квітня 2005 року в Лісабоні. Португальське видання відтворює 80 % французького, додавши до цього статті про Португалію та її колишні колонії, а також інші теми, які цікавлять португальське суспільство. Директор — Фернандо Мадріно (Fernando Madrinha). [Архівовано 6 лютого 2015 у Wayback Machine.]

### Японія
17 листопада 2005 року в Токіо журнал вийшов японською мовою. Спочатку Courrier International виходив раз у два тижні, тепер — щомісячно. Його випускає група Kōdansha, директор — Єсіакі Кога (Yoshiaki Koga). [Архівовано 6 лютого 2015 у Wayback Machine.]

### Бельгія
Бельгійське видання стартувало 17 грудня 2010 року в Брюсселі. Воно являє собою той самий французький тижневик плюс чотири сторінки власного змісту. Випускається сумісно групами Le Monde і IPM.

## Нагороди
- Courrier International удостоєний звання найкращого журналу 2003 року за версією CB News.
- 11 квітня 2011 року видання отримало нагороду від Клубу художніх директорів (Club des directeurs artistiques). [Архівовано 10 серпня 2014 у Wayback Machine.]

1. 1 2 3  The ISSN portal — Paris: ISSN International Centre, 2005. — ISSN 1154-516X